# Trichophora polita
Trichophora polita är en tvåvingeart som först beskrevs av Townsend 1914.  Trichophora polita ingår i släktet Trichophora och familjen parasitflugor.
Artens utbredningsområde är Peru. Inga underarter finns listade i Catalogue of Life.